# Lisa Lee (Schauspielerin)
Lisa Lee ist eine US-amerikanische Schauspielerin.

## Leben
Eine erste Nebenrolle erhielt Lee 2016 im Film Swap. 2018 folgte eine Episodenrolle in der Fernsehserie Speechless. 2019 war sie in den zwei Kurzfilmen Do That for Me und Search History zu sehen. Letzter wurde am 25. Mai 2019 auf dem NewFilmmakers Los Angeles gezeigt. 2021 spielte sie im Fernsehfilm A Walk Down Wedding Lane die Rolle der Janine. Im selben Jahr übernahm sie die größere Rolle der Tuan im Tierhorrorfilm Megalodon Rising – Dieses Mal kommt er nicht allein vom Produktionsstudio The Asylum. Im Folgejahr hatte sie in Top Gunner 2 – Danger Zone, einem Mockbuster zu Top Gun: Maverick mit Tom Cruise, die Rolle der Kim Janis inne.

## Filmografie (Auswahl)
- 2016: Swap
- 2018: Speechless (Fernsehserie, Episode 3x05)
- 2019: Do That for Me (Kurzfilm)
- 2019: Search History (Kurzfilm)
- 2021: Save the Wedding (A Walk Down Wedding Lane, Fernsehfilm)
- 2021: Megalodon Rising – Dieses Mal kommt er nicht allein (Megalodon Rising)
- 2022: Love at the Lodge (Fernsehfilm)
- 2022: Top Gunner 2 – Danger Zone (Top Gunner: Danger Zone)
- 2023: Ape vs. Mecha Ape